# Andry Laffita
Andry Laffita Fernández (født 26. marts 1978 i Pinar del Rio) er en cubansk amatørbokser, som konkurrerer i vægtklassen let fluevægt. Laffitas største internationale resultater er en sølvmedalje fra Sommer-OL 2008 i Beijing, Kina, og en sølvmedalje fra VM i 2005 i Mianyang, Kina. Han repræsenterede Cuba under Sommer-OL 2008 hvor han vandt en sølvmedalje efter Somjit Jongjohor fra Thailand.